# Giovanni Battista Rubini

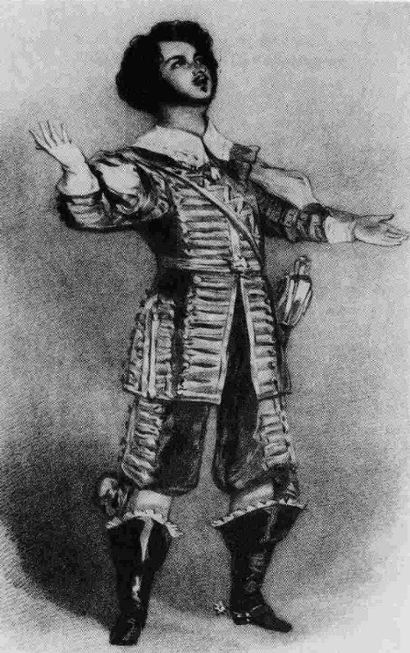
Giovanni Battista Rubini i Puritani av Vincenzo Bellini (1835).

Giovanni Battista Rubini, italiensk operasångare (tenor) född 7 april 1794, död 3 mars 1854.